# Cryptops triserratus
Cryptops triserratus är en mångfotingart som beskrevs av Carl Graf Attems 1903. Cryptops triserratus ingår i släktet Cryptops och familjen Cryptopidae. Inga underarter finns listade i Catalogue of Life.